# Сан-Карло-алле-Кваттро-Фонтане
Сан Карло алле Кваттро Фонтане (італ. San Carlo alle Quattro Fontane, також San Carlino, що означає «церква св. Карла біля чотирьох фонтанів») — еталон химерної барокової криволінійності, спроєктований і побудований у Римі одним з найекстравагантніших майстрів бароко — Франческо Борроміні. 

## Історія
Будувалася вона за одним з перших самостійних проєктів Борроміні  у 1638–1677 рр. і була освячена на честь канонізованого міланського кардинала і реформатора церкви Карло Борромео ( архієпископа з Мілана ), а також Пресвятої Трійці. Церкву можна назвати важливішим проєктом життя Борроміні, оскільки було завершено її будову вже після його смерті. Замовниками були ченці іспанського ордену трінітаріїв.
Кути церкви — зрізані і біля них розташовані чотири скульптурні групи з фонтанами, звідси назва — алле Кватро Фонтане. Фігури ангелів підтримують великий овал із зображенням герба. Внутрішнє оздоблення виконано у білому кольорі і вважається одним з перших творінь епохи розквіту римського бароко. Будівля в перерізі утворює овал, перекритий куполом, по сторонах розташовані дві невеликі каплички. Каплиця в нижній частині церкви була передбачена як місце поховання архітектора, однак Борроміні, який покінчив життя самогубством,  був похований поруч з його дядьком Карло Мадерно в римські церкві Сан-Джованні-дей-Фіорентіні.

## Уславлений фасад
Багато вражень на сучасних майстру архітекторів справив хвилястий фасад церкви, обернутий на вузьку римську вуличку. Він розбитий на два яруси величним карнизом і прикрашений щільно розташованими колонами і нішами. Ніші першого ярусу прикрашені скульптурами, верхні залишені порожніми. Але фасад створений племінником архітектора в період 1664–1667 років — Бернардо Борроміні після вивченні малюнків і проєктів дяді, які той не встиг знищити в скрутні дні наприкінці життя.

## Реставрація
У 1999 році церква ґрунтовно відреставрована.

## Галерея

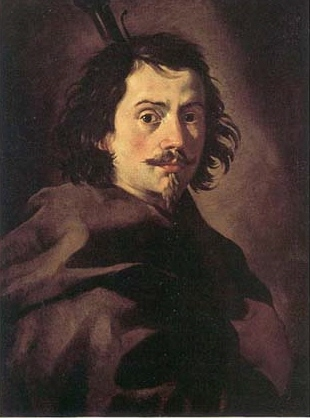
Портрет Франческо Борроміні у вигляді паломника
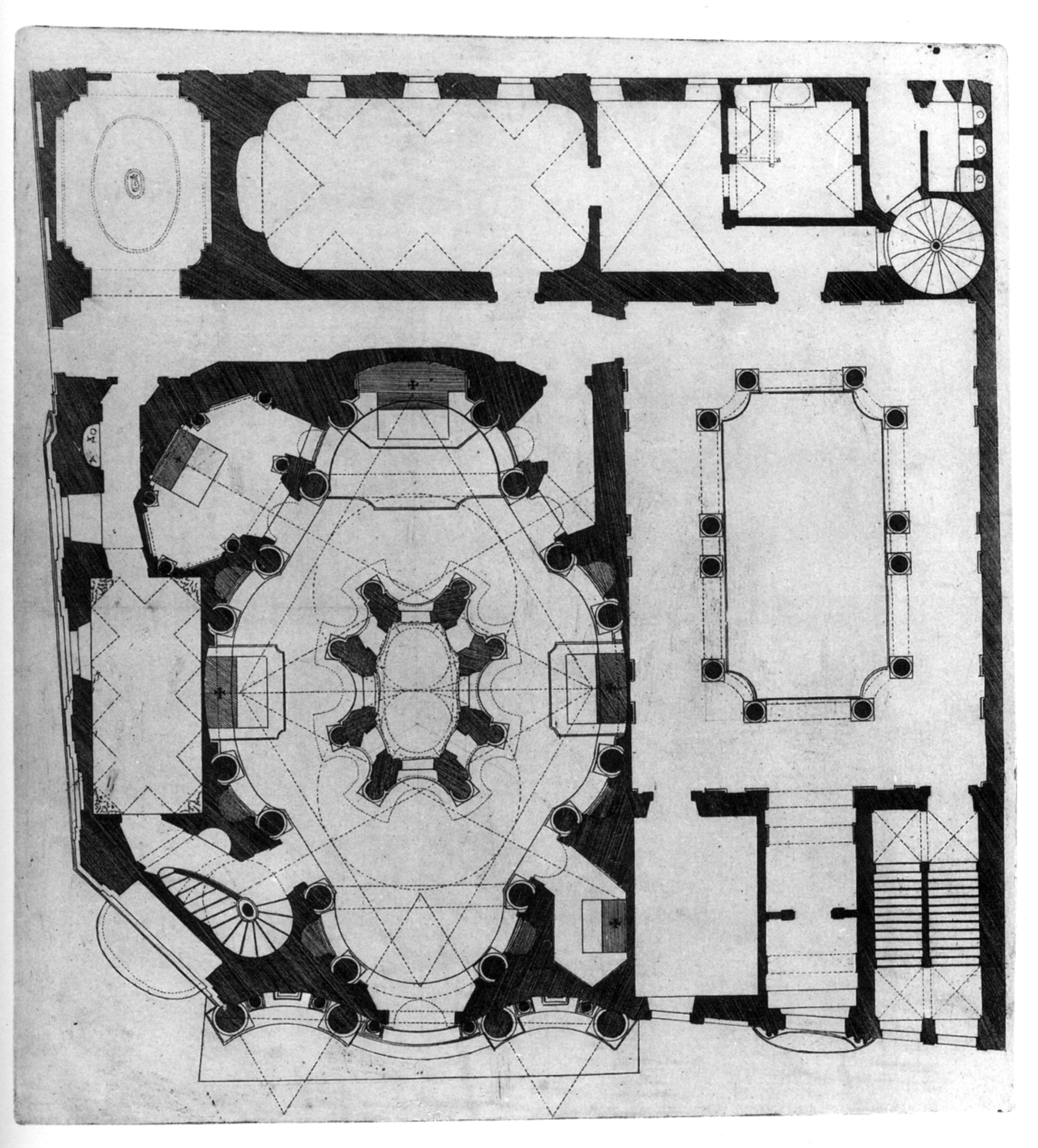
Кінцевий варіант розпланування
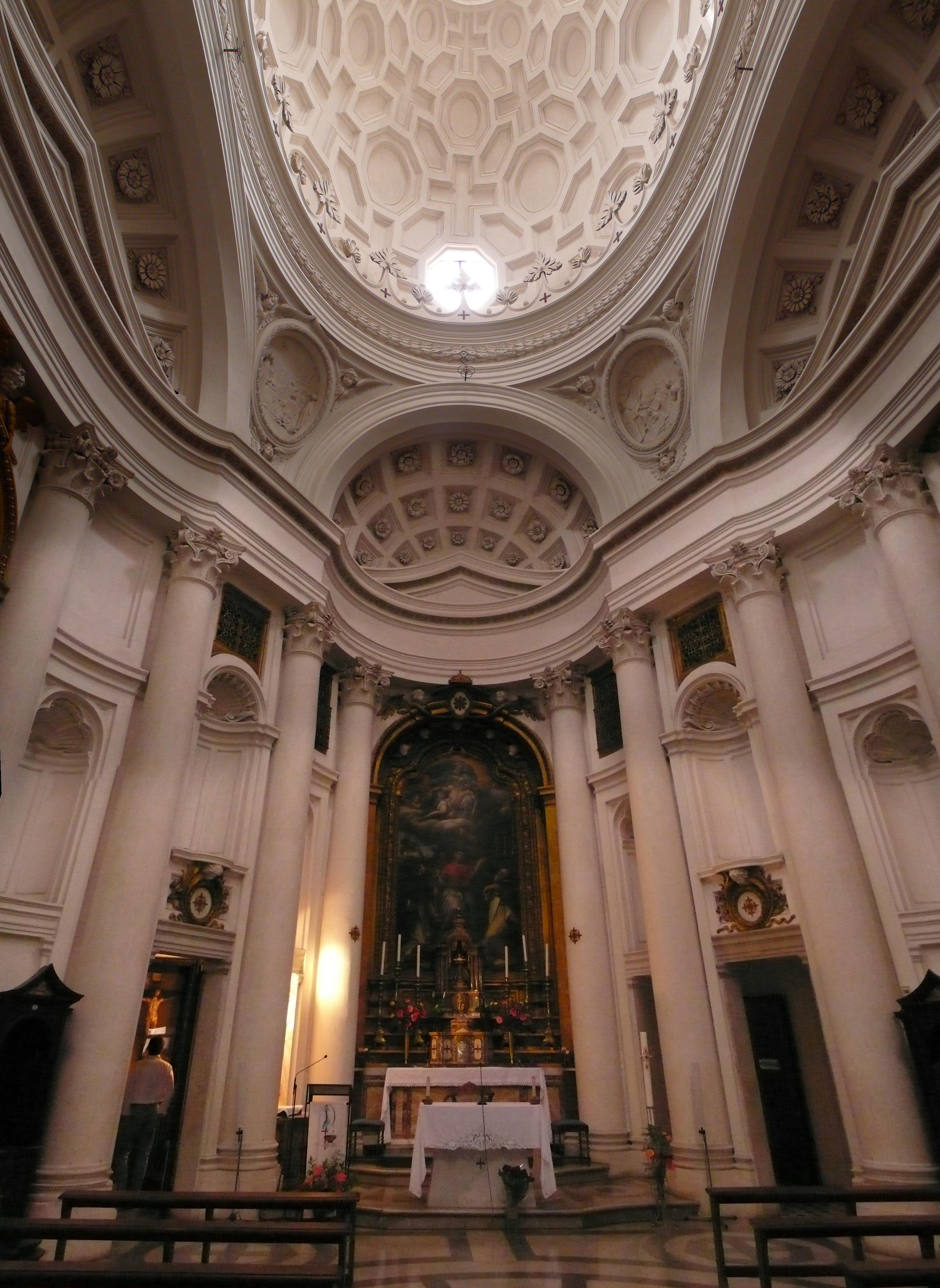
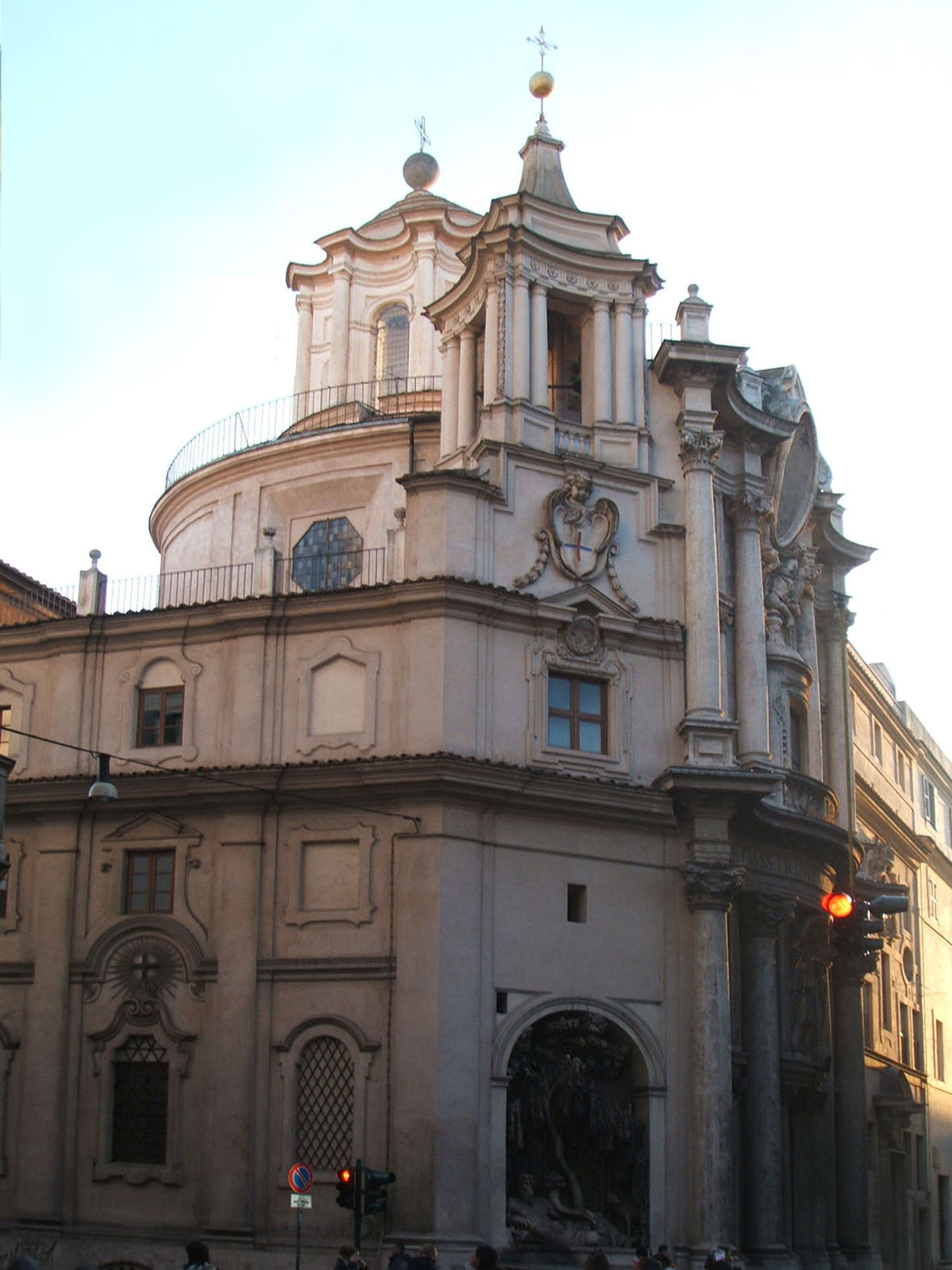
Дзвіниця
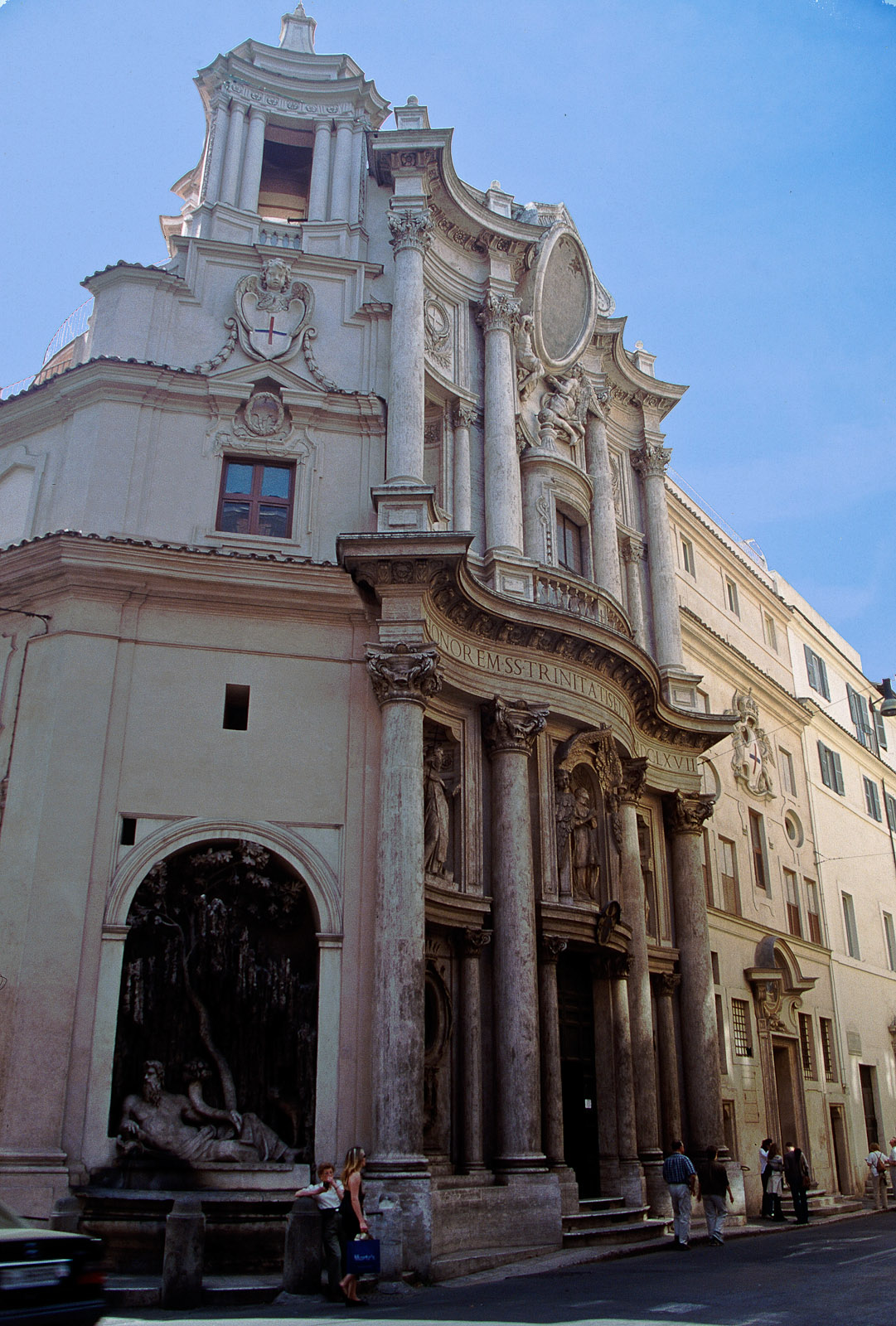
Фасад
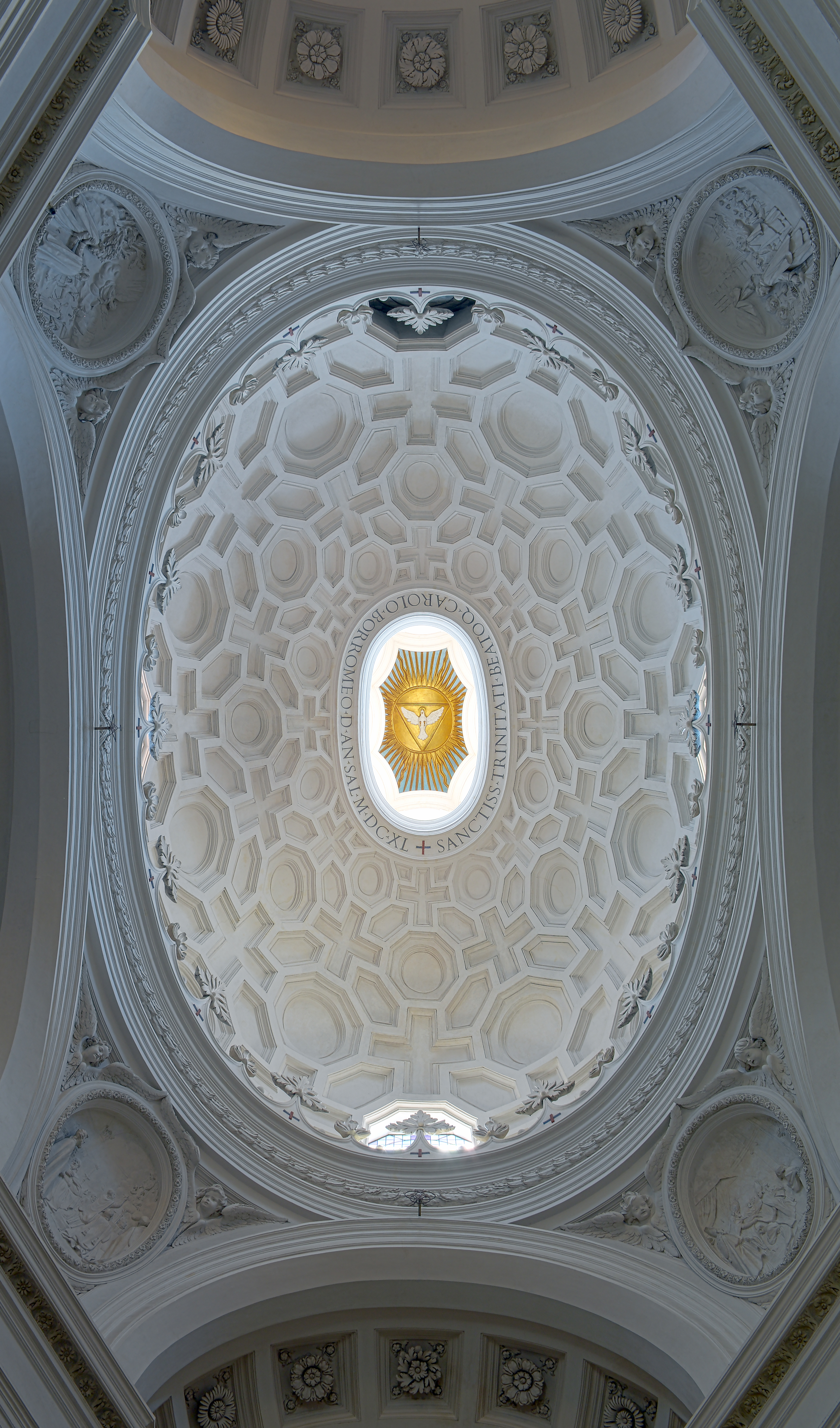
Склепіння купола
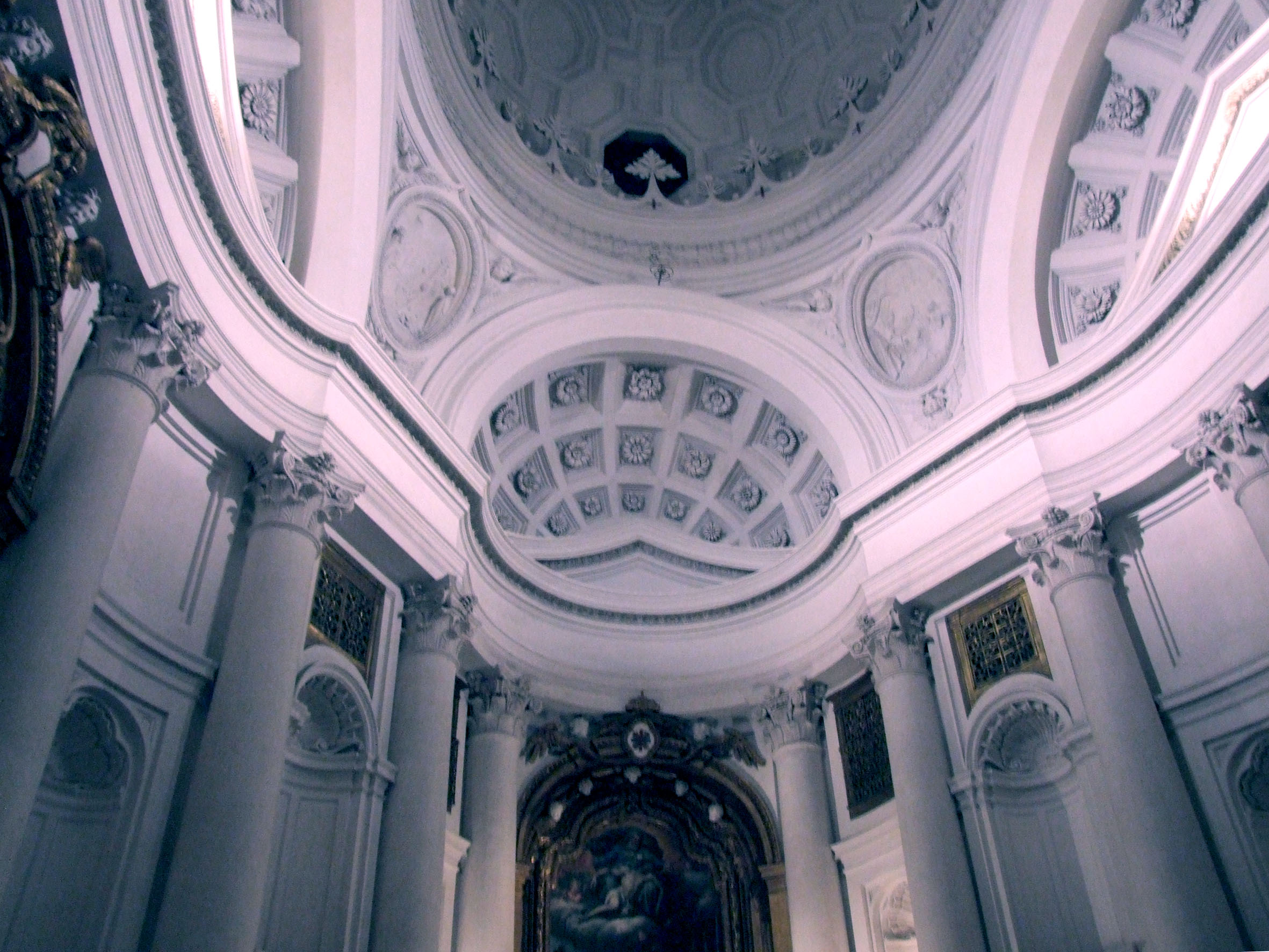
Інтер'єр
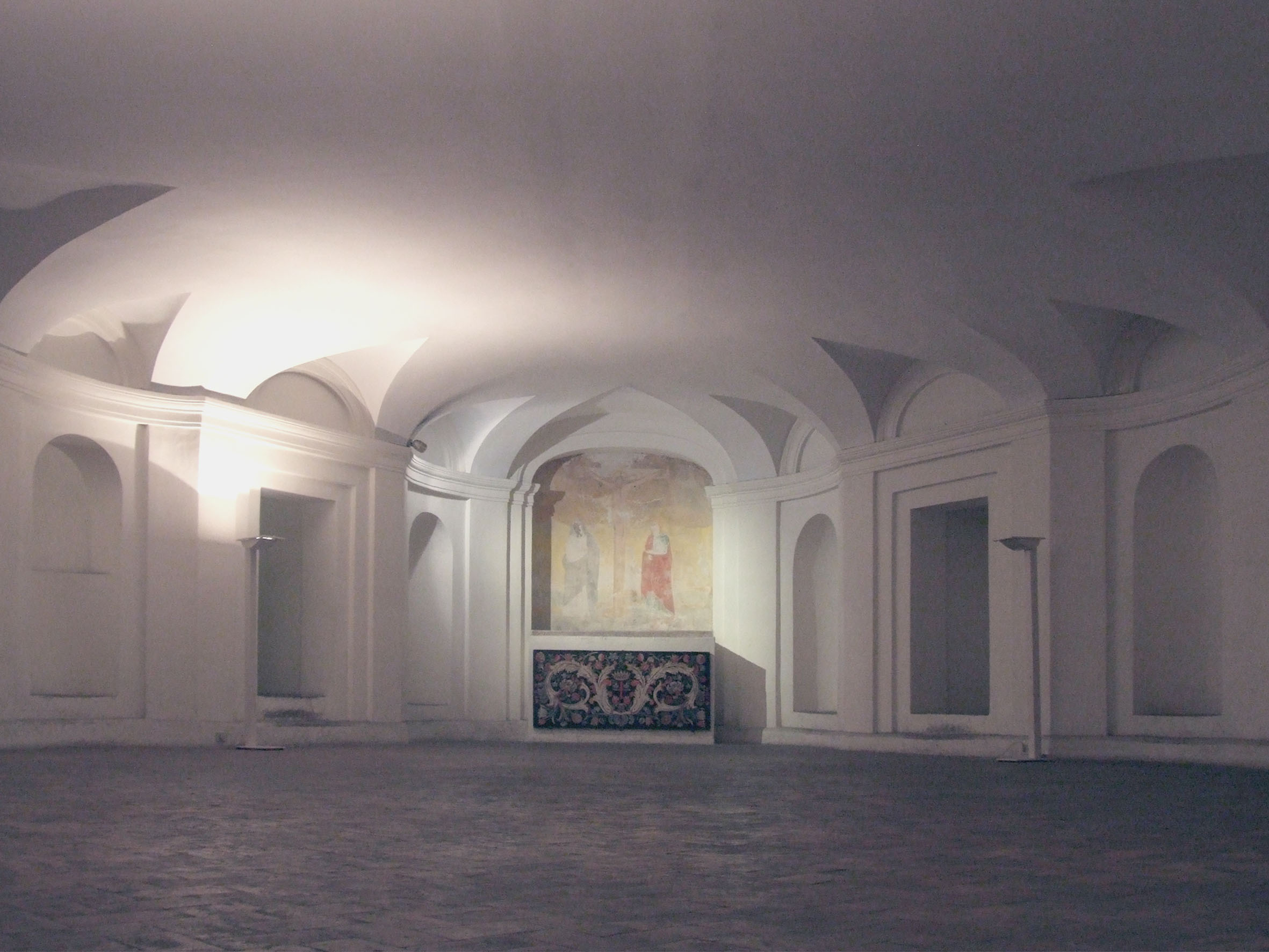
Крипта